# 문다족
문다족은 인도 아대륙의 동부 및 중부 지역에 거주하는 오스트로아시아어족 계열의 문다어파 언어를 사용하는 민족 집단으로, 이전에는 콜라리아어로도 알려져 있었으며 약 900만 명이 사용한다.

## 역사
언어학자 파울 시드웰에 따르면 문다족은 약 4000-3500년 전에 동남아시아에서 오디샤 해안에 도착했다. 동남아시아에서 온 문다족은 퍼져 현지 인도인 인구와 광범위하게 혼혈되었다. 로버트 파킨(Robert Parkin)은 "문다(Munda)"라는 용어가 오스트로아시아어 계열에 속하지 않고 산스크리트어에서 유래했다고 지적한다.

## 민족 집단
- 아수르인
- 부미즈인
- 비르호르인
- 본다인
- 디다이인
- 가다바인
- 고룸인
- 호인
- 주앙인
- 카리아인
- 코코다쿠인
- 코르쿠인
- 코르와인
- 문다인
- 사바르인
- 산탈인
- 소라인

## 문다족의 친척
일부 민족 집단은 문다어를 모국어로 사용하지 않지만 유전적 증거는 일부 문다어 유전 혈통의 유전자 흐름을 암시한다.
- 콘드인
- 곤디인
- 바이가족
- 니할리
- 사하리아